# Pentapetes
Pentapetes  es un género monotípico de fanerógamas de la familia Malvaceae, cuya única especie es Pentapetes phoenicea. Se distribuye por el sur y sureste de Asia y la costa norte de Australia. Se la considera una mala hierba en los campos de arroz donde suele vegetar. Se utiliza como planta ornamental.
Es una hierba anual de porte erecto y ramificada que puede medir algo más de 1,50 m. Las hojas, de peciolos cortos, son linear-lanceoladas, serradas y estipuladas, de unos 5 a 10 cm de largo por 1 a 2 cm de ancho. Las flores, de color rojo, surgen solitarias o en pareja sobre un corto peciolo de las axilas de las hojas. Tiene 5 pétalos obovados con el mismo número de sépalos de forma lanceolada y unidos en la base. 
 El fruto es una cápsula globosa, loculada y dehiscente de 1,2 cm de largo y cubierta de vellosidad.